# Юго-Восточная Украинская Автономная Республика
Юго-Восточная Украинская Автономная Республика (аббрев. ЮВУАР; укр. Південно-Східна Українська Автономна Республіка, аббрев. ПСУАР, иногда упоминается в СМИ как ПіСУАР) — регионалистский проект, предложенный депутатами Партии регионов в конце 2004 года как ответ на Оранжевую революцию. Предполагал выделение десяти регионов юго-востока Украины (Луганской, Донецкой, Харьковской, Днепропетровской, Запорожской, Херсонской, Николаевской, Одесской областей, Автономной Республики Крым и города со специальным статусом Севастополь) в обособленную автономную республику в составе Украины со столицей в городе Харькове. Проект не получил практического развития.

## Политический кризис 2004 года и зарождение проекта Юго-Восточной автономии
Инициатива создания ЮВУАР была впервые озвучена 26 ноября 2004 года Луганским областным советом при участии губернатора области Александра Ефремова и главы облсовета Виктора Тихонова. Причиной выдвижения инициативы были названы начавшиеся в Киеве акции протеста сторонников Виктора Ющенко и выражение ими недоверия Центральной избирательной комиссии, которая объявила победителем второго тура президентских выборов кандидата Виктора Януковича. Кроме того, были приняты во внимание законодательные инициативы местных органов власти ряда западных областей Украины: решение Львовского городского Совета о признании президентом Украины Виктора Ющенко и о создании Комитета защиты Конституции, а также решение Тернопольского горсовета о признании президентом Украины Виктора Ющенко и об исполнении декретов Комитета национального спасения в г. Тернополь.
26 ноября очередная сессия Луганского областного совета большинством голосов приняла решение о создании Юго-Восточной Украинской Автономной Республики. В этот же день луганские депутаты обратились к президенту России Владимиру Путину за поддержкой. В тот же день на митинге в Донецке лидер Славянской партии Украины, не прошедший во второй тур выборов кандидат в президенты Александр Базилюк предложил провести в Донецкой области референдум об отделении и создании автономии, выразив уверенность в том, что этот шаг поддержат Херсон, Одесса, Днепропетровск и Автономная Республика Крым. На следующий день, 27 ноября, внеочередная сессия Харьковского областного совета постановила создать исполнительные комитеты областного и районных советов Харьковской области и наделить их полномочиями органов государственной власти. Председателем областного исполнительного комитета сессия избрала губернатора области Евгения Кушнарёва. Ему было поручено координировать действия по стабилизации общественно-политической ситуации с Верховным советом Крыма, Донецким, Днепропетровским, Запорожским, Луганским, Одесским, Херсонским, Николаевским облсоветами, Севастопольским городским советом.

## Оглашение проекта Юго-Восточной автономии
Проект создания ЮВУАР впервые был вынесен на публичное обсуждение на Первом Всеукраинском съезде депутатов всех уровней в Северодонецке, состоявшемся 28 ноября 2004 года, на котором присутствовало 3,5 тысячи делегатов местных советов из 15 регионов Украины и 159 депутатов Верховной рады Украины. Представил проект председатель Донецкого областного совета Борис Колесников, заявивший, что на Украине сложилась чрезвычайная ситуация, когда вслед за оппозиционными политиками Верховная рада сама нарушает конституцию страны, и что для защиты интересов избирателей необходимо выразить недоверие всем высшим органам государственной власти, которые нарушили основной закон, и создать юго-восточное украинское государство в форме федеративной республики со столицей в Харькове
Другой инициатор создания проекта ЮВУАР — харьковский губернатор Евгений Кушнарёв — пояснил его такими словами:

Мы хотим жить в государстве, где каждый человек защищён. Защищены его права, его культура, его язык, его история, его традиция и его обычаи. Мы понимаем, что восток имеет серьезнейшие отличия от Галичины, мы не навязываем Галичине наш образ жизни, но мы никогда не позволим Галичине учить нас, как нужно жить! Мы должны защитить, сохранить главный духовный стержень, который нас объединяет, нашу веру. Мы не примем навязываемый нам образ жизни, мы не примем чужие символы, наш символ — православие! Дорогие друзья, мы хотим спокойно жить, работать, созидать, творить, но над нашей страной, над нашим будущим нависла страшная оранжевая угроза. Поэтому … призываю всех быть непоколебимыми, стать в полный рост и отстоять наш выбор.
Делегаты съезда приняли решение о вынесении вопроса о создании ЮВУАР на референдум в случае, если президентом будет объявлен Виктор Ющенко. Референдум по юго-восточным регионам был запланирован на 12 декабря 2004 года, а в Донецке — на 5 декабря. Также было принято решение о создании Межрегионального совета органов местного самоуправления украинских регионов. Местом работы этого координационного совета, а также исполнительной дирекции был определён Харьков, который предполагалось сделать столицей Юго-Восточной Украинской Автономной Республики (ЮВУАР).
В дальнейшем проект ЮВУАР практического развития не получил.

## Критика
Политические оппоненты проекта использовали в его отношении насмешливую украиноязычную аббревиатуру ПіСУАР. Указывалось, что тема противопоставления Востока и Запада культивировалась президентской администрацией как средство привлечения голосов избирателей в пользу поддерживаемого ею кандидата — Виктора Януковича.